# 項國
项国，先秦小型诸侯国，在今河南省沈丘县、项城市一带。前643年亡于鲁国。
前644年十二月，鲁僖公和齐桓公、宋襄公、陈穆公、卫文公、郑文公、许僖公、邢侯、曹共公在淮地会见，为了商量救援鄫国，以免被淮夷所侵，商量用兵东方。鲁僖公在淮地的会盟，和各国诸侯相会的大事，没有回国，前643年夏，鲁国军队灭亡项国。齐国人认为这是鲁僖公下令进攻，因此把鲁僖公拘留，不让他回国。楚顷襄王迁都陈，以项为别都，秦朝设项县。